# 恩里克·巴尔迪维索县

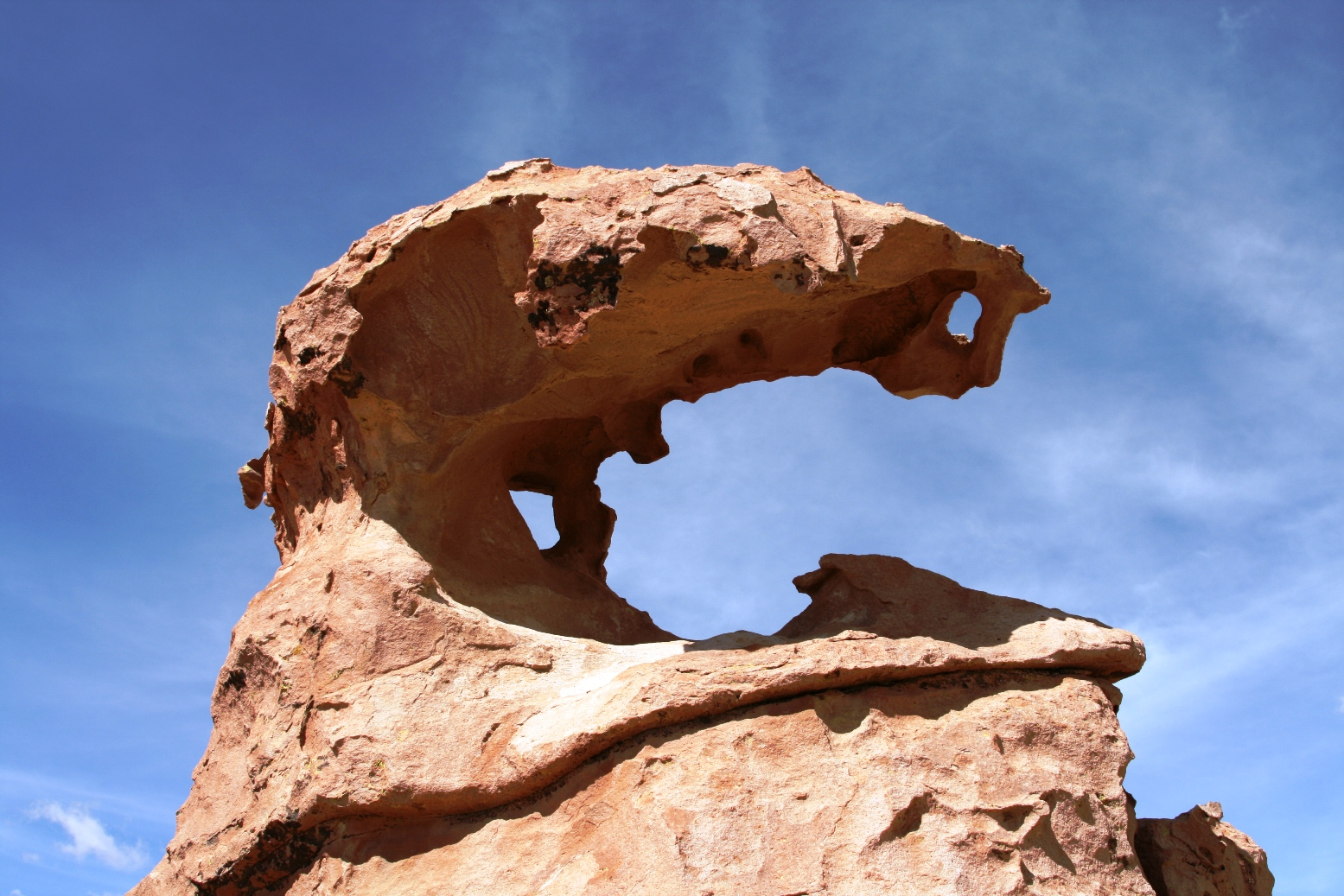

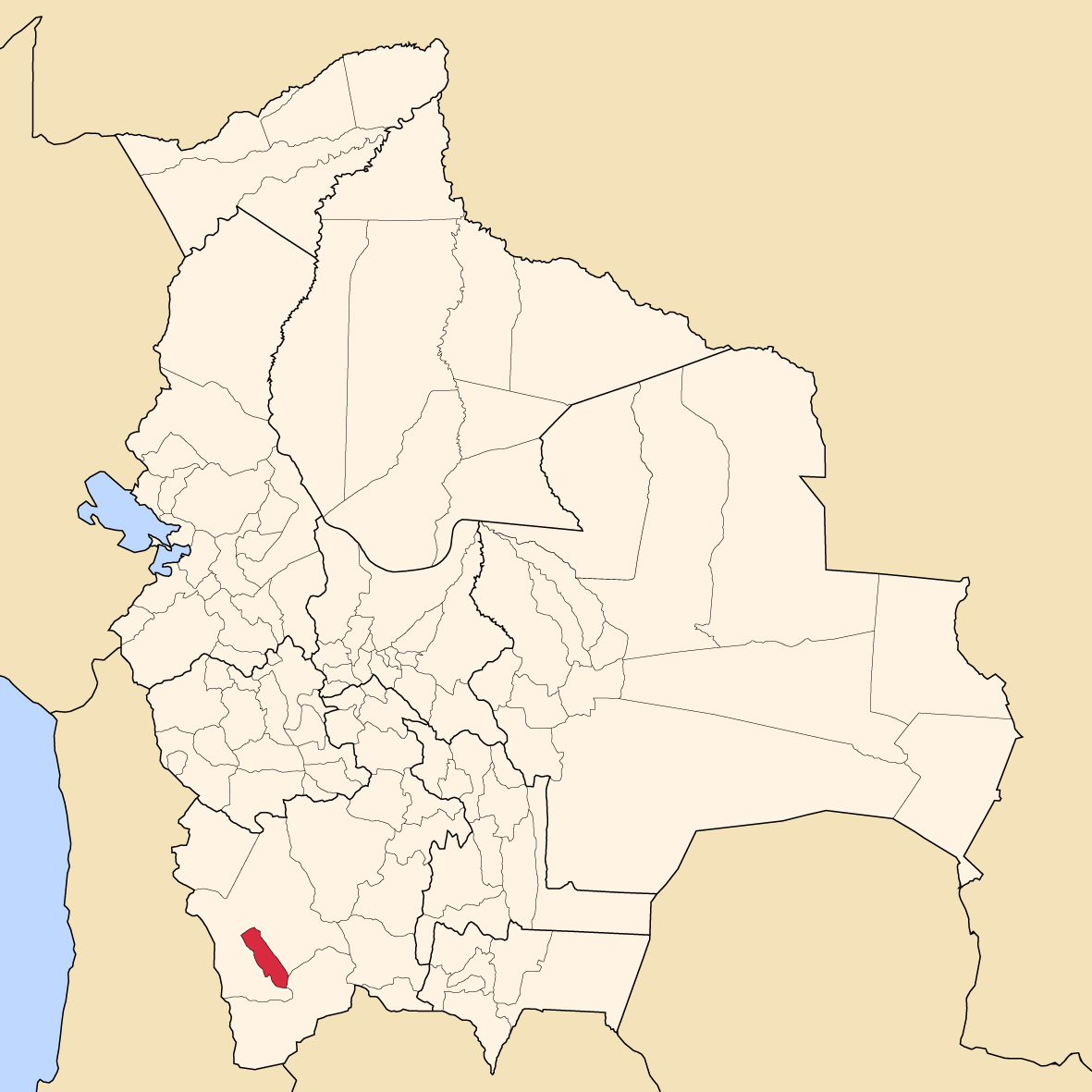

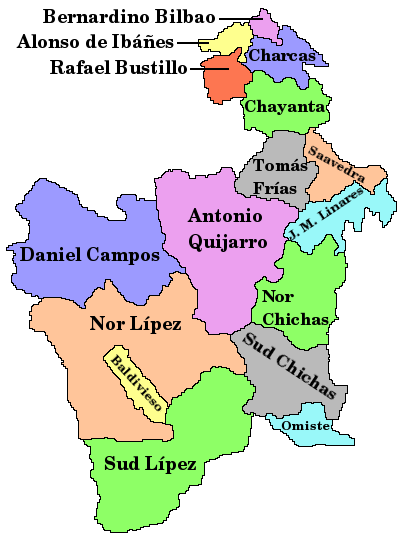

恩里克·巴爾迪維索县（西班牙語：Provincia de Enrique Baldivieso），是玻利維亞的县份，位於該國西南部，屬於波托西省的一部分，县府設於圣阿古斯丁，面積2,254平方公里，2001年人口1,640，人口密度每平方公里0.7人。